# Гуляйпільське
Гуляйпільське (з 1958 до 2016 Комсомольське) — село (до 2011 року — селище) в Україні, у Гуляйпільській міській громаді Пологівського району Запорізької області, центром якої є місто Гуляйполе. Населення становить 1058 осіб. До 2016 орган місцевого самоврядування — Гуляйпільська сільська рада.

## Географія
Село Гуляйпільське знаходиться на березі річки Жеребець (в основному на лівому березі), нижче за течією на відстані 2 км розташоване село Новоселівка. Річка в цьому місці пересихає. Поруч проходить автомобільна дорога Т 0814.
Розташоване за 16 км на захід від центру громади і за 9 км від залізничної станції.

## Історія
- Село засноване в 1930 році об'єднанням хуторів Андріївка,  Григорашівка  і Сніжки;
- 1934 — утворений зернорадгосп ім. Хатаєвича;
- з 1958 до 2016 року село носило назву Комсомольське, 12 травня 2016 року постановою Верховної Ради України населеному пункту повернуто історичну назву.
- 12 червня 2020 року, відповідно до розпорядження Кабінету Міністрів України № 713-р «Про визначення адміністративних центрів та затвердження територій територіальних громад Запорізької області», увійшло до складу Гуляйпільської міської громади[2].
- 19 липня 2020 року, у результаті адміністративно-територіальної реформи та ліквідації Гуляйпільського району, село увійшло до складу Пологівського району[3].

## Населення
Згідно з переписом УРСР 1989 року чисельність наявного населення селища становила 1143 особи, з яких 524 чоловіки та 619 жінок.
За переписом населення України 2001 року в селищі мешкало 1057 осіб.

### Мова
Розподіл населення за рідною мовою за даними перепису 2001 року:
| Мова       | Відсоток |
| ---------- | -------- |
| українська | 92,34 %  |
| російська  | 7,56 %   |
| білоруська | 0,09 %   |

## Економіка
- ПП «СП Гуляйпільське».

## Об'єкти соціальної сфери
- НВК.
- Амбулаторія.